# Saigusa Hiroto
Saigusa Hiroto (japanisch 三枝 博音; geboren 20. Mai 1892 in Honji (Präfektur Hiroshima); gestorben 9. November 1963 in Kawasaki) war ein japanischer Wissenschafts- und Technikphilosoph.

## Leben und Wirken
Saigusa Hiroto wurde in einer Landgemeinde in einem Tempel der Jōdo-Shinshū-Glaubensrichtung des Buddhismus geboren. 1922 machte er seinen Studienabschluss an der Universität Tokio im Fach Westliche Philosophie. In dem Bestreben, religiöse Grundlagen rational zu verfolgen, interessierte er sich für Erkenntnistheorie und Phänomenologie. Er wandte sich jedoch allmählich den Sozialwissenschaften zu, motiviert durch seine militärische Erfahrung und Dilthey-Studien während seines Studiums.
Nach seinem Aufenthalt in Deutschland von 1931 bis 1932 und während seiner Lehrtätigkeit an verschiedenen Universitäten verfasste er „Hegel – ronri no kagaku“ (ヘーゲル・論理の科学) – „Hegel – Wissenschaft der Logik“ und „Shihonron no benshōhō “ (資本論の弁証法) – „Dialektik der Kapitaltheorie“. 1932 gründete er, zusammen mit Tosaka Jun und Oka Kunio (岡 邦雄; 1890–1971), die „Gesellschaft für das Studium des Materialismus“, die Yuibutsuron kenkyūkai. Die Gesellschaft publizierte ihre materialistische Interpretation von Kant und Hegel, die im Gegensatz stand zu der aus ihrer Sicht reaktionär empfundenen Vorstellung der japanischen Philosophie.
Mit fortschreitender Militarisierung gab Saigusa aufgrund ideologischer Unterdrückung seinen Lehrerberuf auf. Er widmete sich dem Schreiben und stellte grundlegende historische Materialien zusammen, wie „Nihon tetsugaku zenshū“ (日本哲学全書) „Buch der japanischen Philosophie“ und „Nihon kagaku koton zensgū“ (日本科学古典全書) „Buch der japanischen Wissenschaftsklassiker“. „Gijutsu shi“ (技術史) – „Geschichte der Technik, und “„Miura Baien no tetsugaku“ (三浦梅園の哲学) – „Die Philosophie des Miura Baien“ 1941 waren weitere Publikationen.
Nach dem Zweiten Weltkrieg verfasste Saigusa Schriften wie „Gijutsu no tetsugaku“ (技術の哲学) – „Philosophie der Technik“, „Nihon no Yuibutsuronsha“ (日本の唯物論者) – „Japanische Materialisten“, für das er 1956 den Mainichi-Kulturpreis ehjielt, und „Sei-Ō-ka Nihon no kenkyū“ (西欧化日本の研究) – „Studien zur Verwestlichung Japans“. 1946 gründete Saigusa eine private Schule, die zunächst „Kamakur daigakkō“ (鎌倉大学校), später „Kamakura Akademia“ hieß. Sie musste aber schon 1950 aufgegeben werden.
Ab 1952 arbeitete Saigusa an der Städtischen Universität Yokohama und wurde später ihr Präsident. Er wurde Präsident der „Japanischen Gesellschaft für Wissenschaftsgeschichte“ (日本科学史学会, Nihon kagaku-shi gakkai) und veröffentlichte – „Nihon kindai seitetsu gijutsu hatten-shi“ (日本近代製鉄技術発達史) –„Geschichte der modernen Eisenherstellungstechnologie in Japan“ und „Meiji-mae Nihon kōgyō gijutsu hatten-shi“ (明治前日本鉱業技術発達史) – „Geschichte der Entwicklung der japanischen Bergbautechnologie in der Vor-Meiji-Zeit“ zusammen mit jungen Forschern.
Saigusa  kam am 9. März 1963 bei dem Eisenbahnunfall von Yokohama ums Leben. Aus seinem Nachlass wurden publiziert „De re metarika – zenyaku to sono kenkyū“ (デ・レ・メタリカ、全訳とその研究) – „De Re Metallica – Vollständige Übersetzung und Forschung dazu“ (1968) und „Kagaku no tetsugaku“ (科学の哲学) – „Philosophie der Wissenschaft“ 1973. Seine gesammelten Werke liegen als „Saigusa Hiroto chosakushū“ (三枝博音著作集) vor.
Bestattet wurde Saigusa am Tōkei-ji in Kamakura.